# Kilometer pro Stunde
Kilometer pro Stunde, umgangssprachlich Stundenkilometer, seltener Kilometer durch Stunde, Kilometer je Stunde oder Kilometer in der Stunde (Einheitenzeichen: km/h), ist eine Maßeinheit der Geschwindigkeit. Sie wird vor allem im Verkehrswesen, beispielsweise für die Geschwindigkeit im Straßenverkehr oder für die Reisegeschwindigkeit, verwendet, da dort Entfernungen meist in Kilometern und Zeiten in Stunden angegeben werden – statt in Metern und Sekunden, was der SI-Einheit der Geschwindigkeit m/s zugrunde liegt. Die beiden zugehörigen Maßzahlen haben dieselbe Größenordnung.

## Definition
Ein Objekt, das sich unverändert mit einer Geschwindigkeit von 1 km/h bewegt, legt innerhalb einer Stunde eine Strecke von einem Kilometer zurück.

## Sprachliche Varianten
Umgangssprachlich wird häufig der Begriff Stundenkilometer verwendet. Dies ist zwar kein (physikalisch) fachsprachlicher Begriff, die Gesellschaft für deutsche Sprache verweist hierbei aber darauf, dass in der Wortbildungslehre für Komposita die Beziehung der Wortbestandteile keinen Regeln unterliege und der Begriff Stundenkilometer durchaus richtig und angemessen sei.
Bei der ebenfalls oft zu hörenden Kurzform „ka-em-ha“ handelt es sich um eine Abkürzung, die
physikalisch sinnverfälschend ist. Durch das Weglassen des Schrägstrichs für pro entfällt die Information, dass es sich um einen Quotienten handelt. Andere Maßeinheiten wie Meter pro Sekunde erleiden diese Art der Verkürzung nicht.
Umgekehrt würde die direkte Aneinanderreihung der Buchstaben „kmh“ als das Produkt Kilometer mal Stunde interpretiert werden müssen, so wie es bei anderen Maßeinheiten auch üblich ist (z. B. kWh: Kilowattstunde; Nm: Newtonmeter).
Zur Vereinfachung wird manchmal ganz auf eine Nennung der Maßeinheit verzichtet, wenn das richtige Verständnis vorausgesetzt werden kann („Er ist in der Baustelle mit 120 geblitzt worden.“, „Der Sturm fegt mit Tempo 100 über das Land“). Allerdings führt dies zu Problemen, wenn andere Einheiten wie Meilen/Stunde oder Meter/Sekunde gemeint waren und dies vor allem bei Übersetzungen nicht berücksichtigt wird.

## Verwendung im Straßenverkehr

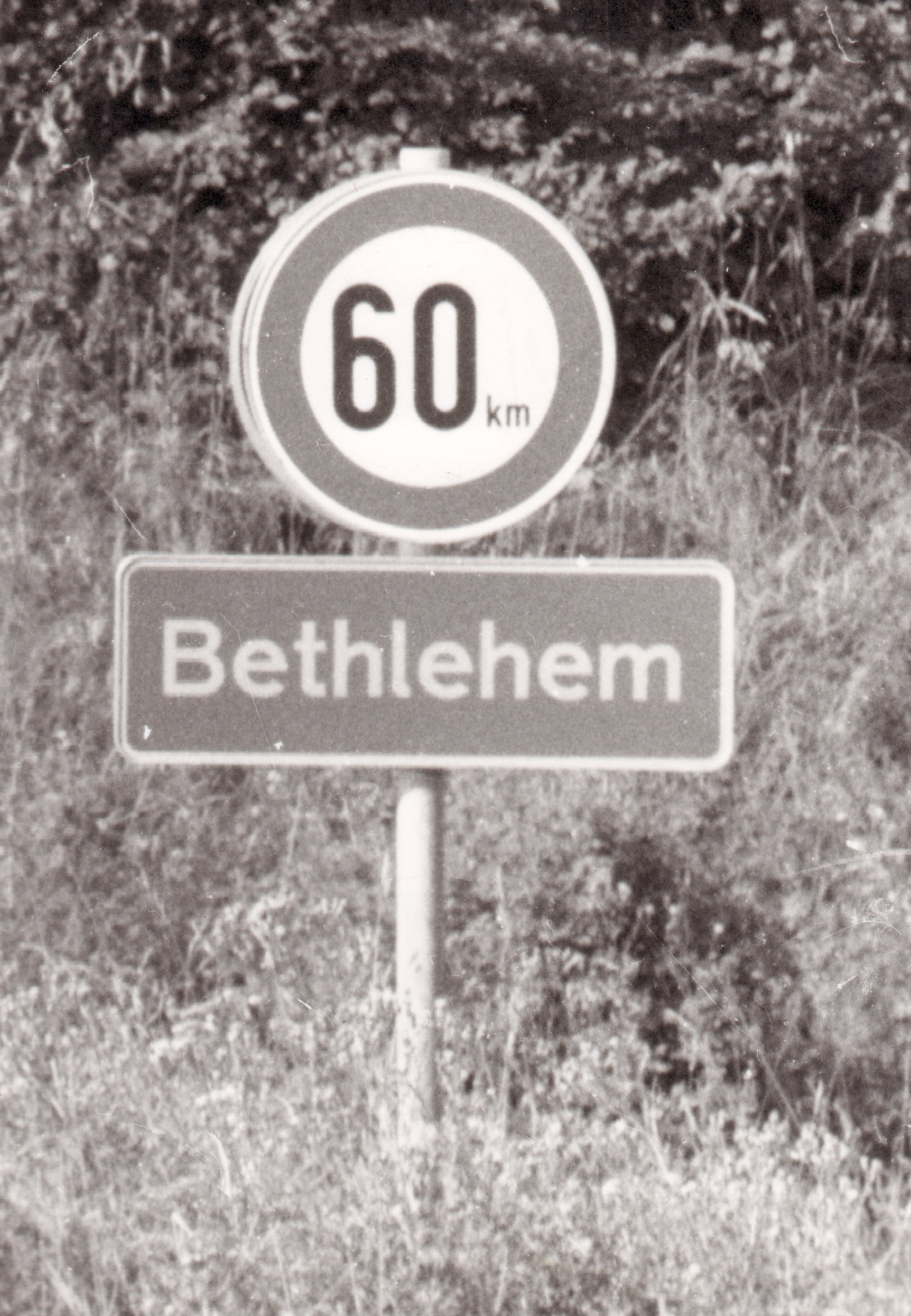
Ein von 1971 bis 1988 in Westdeutschland hergestelltes Verkehrsschild mit Kilometerangabe

Lange waren in Deutschland und Österreich Verkehrsschilder gebräuchlich, auf denen nur die Einheit „km“ (ohne das „/h“) enthalten war. In Deutschland geht dies auf die Verordnung über Warnungstafeln für den Kraftfahrzeugverkehr vom 8. Juli 1927 zurück, einem Vorläufer der heutigen Straßenverkehrs-Ordnung. Wichtiger als diese nationalen Regelungen waren jedoch die weltweiten Übereinkommen über Straßenverkehrszeichen. Sowohl das 1971 in der Bundesrepublik Deutschland eingeführte Zeichen 274 als auch das damals in Österreich verwendete Vorschriftszeichen deckten sich in dieser Weise auch mit dem Wiener Übereinkommen über Straßenverkehrszeichen vom 8. November 1968, das unter anderem auch Österreich und die Bundesrepublik Deutschland (1977) unterzeichnet und ratifiziert hatten. Dies ergab im Januar 1985 eine Anfrage im Deutschen Bundestag, die sich mit der Problematik der falschen Einheitsangabe beschäftigte. Der ratifizierte Text lautete: „Nach oder unter der Geschwindigkeitszahl kann ,km‘ (Kilometer) oder ,M‘ (Meilen) hinzugefügt werden.“ Unabhängig davon hatte das Bundesverkehrsministerium zu diesem Zeitpunkt bereits geplant, auf jegliche Einheitsangabe zu verzichten. Der Grund lag jedoch nicht bei der Nutzung der Begrifflichkeit „km“, sondern bei den immer stärker genutzten elektronischen Wechselverkehrszeichen. Hier hätte eine zusätzliche Einheitsangabe unnötige technische Probleme bereitet. Daher wurde in der Neunten Verordnung zur Änderung der Straßenverkehrs-Ordnung vom 22. März 1988 festgelegt, dass das bisherige Zeichen mit Ablauf des 31. Dezember 1998 seine Bedeutung als amtliches Verkehrszeichen verliert.
Bis in die 1960er, vereinzelt bis in die 1980er, wurden auch die Abkürzungen km/St oder km/st verwendet.

Zeichen für Geschwindigkeitsbeschränkungen in Deutschland und Österreich
Tafel für Geschwindigkeitsbeschränkung auf 30 km (1927);[6] gültig bis 1939
Verbot höherer Geschwindigkeit als 30 km je Stunde (1934) bzw. Verbot der Überschreitung bestimmter Fahrgeschwindigkeiten (1938); gültig bis 1955 in der BRD[7] und bis 1956 in der DDR
Verbot der Überschreitung bestimmter Fahrgeschwindigkeiten;[8] gültig ab 1953 in der BRD
Geschwindigkeitsbeschränkung;[9] gültig ab 1956 in der DDR
Geschwindigkeitsbeschränkung in km/h; gültig ab 1964 in der DDR
Verbot der Überschreitung bestimmter Fahrgeschwindigkeiten;[10] gültig ab 1956 in der BRD
Zulässige Höchstgeschwindigkeit; gültig ab 1971 in der BRD,[11] das Zeichen wird bereits seit 1988 nicht mehr hergestellt.
Zulässige Höchstgeschwindigkeit; gültig von 1979 bis 1990 in der DDR
Zulässige Höchstgeschwindigkeit; gültig von 1988 bis heute in der BRD
Geschwindigkeitsbeschränkung (erlaubte Höchstgeschwindigkeit); ehemalig in Österreich verwendet
Geschwindigkeitsbeschränkung (erlaubte Höchstgeschwindigkeit); aktuell gültig in Österreich

## Umrechnung zwischen km/h und m/s
Die Einheit km/h wird oft der SI-Einheit m/s (Meter pro Sekunde) vorgezogen. So kann man die beiden zugehörigen Maßzahlen ineinander umrechnen:
{\displaystyle 1\,\mathrm {km} =1000\,\mathrm {m} }
{\displaystyle 1\,\mathrm {h} =60\cdot 1\,\mathrm {min} =60\cdot 60\,\mathrm {s} =3600\,\mathrm {s} }
Also:
{\displaystyle 1\,{\frac {\mathrm {km} }{\mathrm {h} }}={\frac {1\,\mathrm {km} }{1\,\mathrm {h} }}={\frac {1000\,\mathrm {m} }{3600\,\mathrm {s} }}={\frac {1}{3{,}6}}\,{\frac {\mathrm {m} }{\mathrm {s} }}\approx 0{,}278\,{\frac {\mathrm {m} }{\mathrm {s} }}}
{\displaystyle 1\,{\frac {\mathrm {m} }{\mathrm {s} }}={\frac {1\,\mathrm {m} }{1\,\mathrm {s} }}={\frac {\frac {1\,\mathrm {km} }{1000}}{\frac {1\,\mathrm {h} }{3600}}}={\frac {3600\,\mathrm {km} }{1000\,\mathrm {h} }}=3{,}6\,{\frac {\mathrm {km} }{\mathrm {h} }}}

## Andere Maßeinheiten

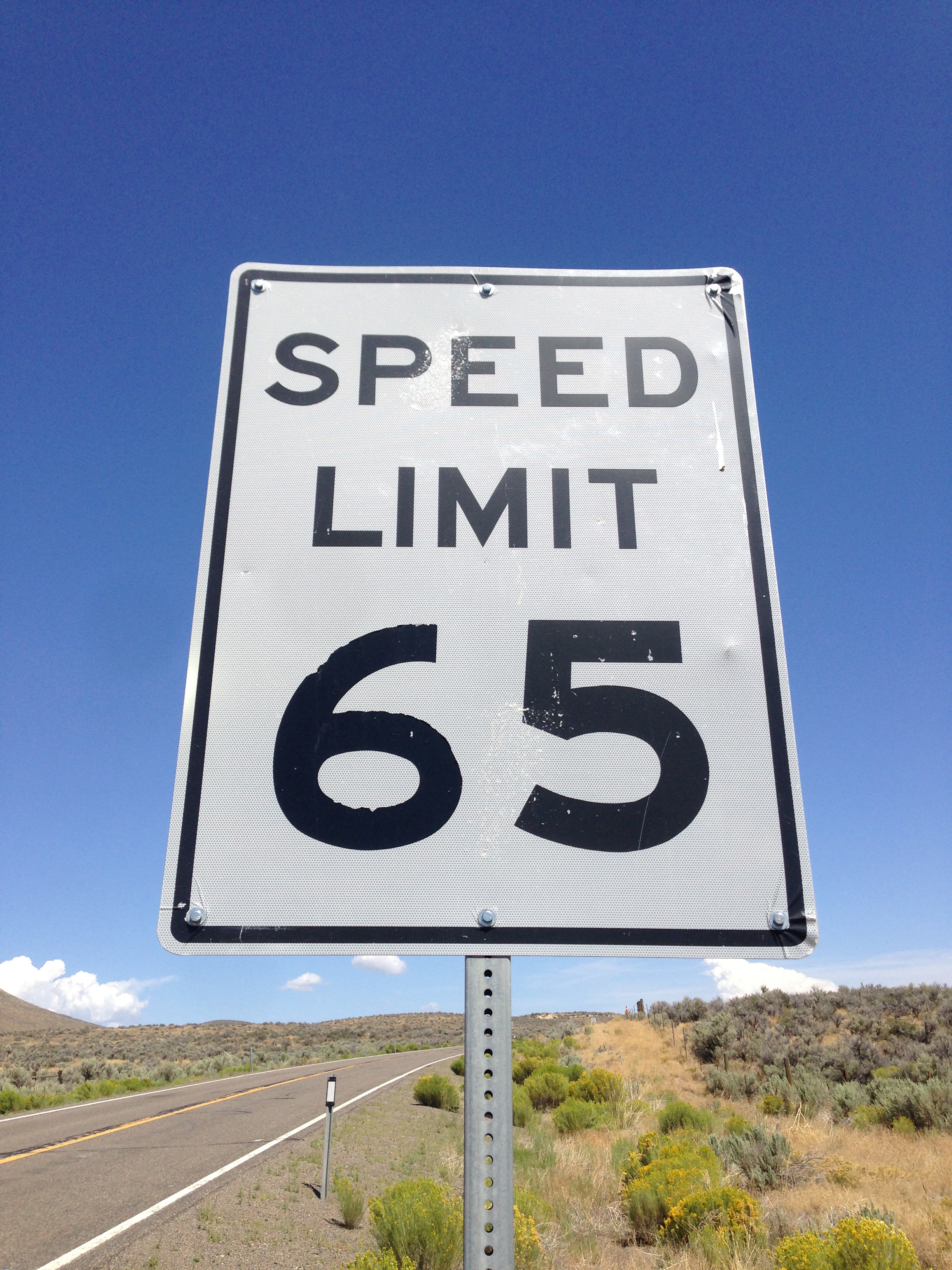
Geschwindigkeitsbegrenzung (auf knapp 105 km/h) in mph in Nevada

In einigen Ländern, zum Beispiel in den USA oder in Großbritannien, in denen das metrische System nicht obligatorisch ist, werden Geschwindigkeiten oft in Meilen pro Stunde (mph) angegeben (1 mph = 1,609 km/h). In der Nautik und Luftfahrt sind Geschwindigkeitsangaben in Knoten (kn), das heißt Seemeilen pro Stunde, üblich (1 kn = 1,852 km/h).